# قطبش (خوردگی)
پلاریزاسیون در خوردگی به تغییر پتانسیل یک واکنش الکتروشیمیایی گفته می‌شود.
در تعریف پلاریزاسیون یعنی مقاومت در برابر عبور جریان. طبق این تعریف، پلاریزاسیون منجر به عدم خوردگی می‌شود چرا که مانع جریان یافتن و حرکت الکترون ها یا یون ها می‌شود. در مقابل دپلاریزاسیون به معنی از دست رفتن پلاریزاسیون است که منجر به خوردگی می‌شود. به عبارت دیگر عاملی که موجب عدم خوردگی یک ماده می‌شود پلاریزاسیون است.
قطبش با خارج شدن واکنش الکتروشیمیایی از تعادل رخ می‌دهد و همراه با ایجاد شدت جریان خالص است که اگر شدت جریان آندی بیشتر از کاتدی باشد، گفته می‌شود قطبش آندی است و برعکس.
قطبش بر سه گونه است:
قطبش فعال‌سازی (Activation Polarization) که با کاهش سد انرژی یکی از واکنش‌های آندی یا کاتدی، تعادل از بین میرود و جریان خالص آندی یا کاتدی تولید می‌شود.
قطبش غلظتی که تغییر پتانسیل واکنش الکتروشیمیایی در اثر ایجاد اختلاف غلظت اجزای شرکت‌کننده در واکنش است.       
قطبش مقاومتی:در اثر افت مقاومت در محلول یا در دوسوی فیلم های سطحی مانند اکسید ها و نمک ها